# Lake Bibra
Lake Bibra är en sjö i Australien. Den ligger i delstaten Western Australia, omkring 15 kilometer söder om delstatshuvudstaden Perth. 
Runt Lake Bibra är det i huvudsak tätbebyggt. Runt Lake Bibra är det tätbefolkat, med 383 invånare per kvadratkilometer. Genomsnittlig årsnederbörd är 1 018 millimeter. Den regnigaste månaden är maj, med i genomsnitt 176 mm nederbörd, och den torraste är februari, med 9 mm nederbörd.